# Leonardo Lelo
Leonardo Lelo, né le 30 mars 2000 à Olhão au Portugal, est un footballeur portugais qui évolue au poste d'arrière gauche au SC Braga.

## Biographie

### En club
Né à Olhão au Portugal, Leonardo Lelo est notamment formé par le club local du SC Olhanense, où il commence sa carrière.
Lors de l'été 2021, Leonardo Lelo rejoint le Casa Pia AC, club évoluant alors en deuxième division portugaise. Le transfert est annoncé dès le 16 juin 2021. 
Lelo inscrit son premier but pour le club le 28 août 2021, lors d'une rencontre de championnat face au Benfica Lisbonne B. Titulaire, il participe à la victoire de son équipe par quatre buts à deux.
C'est avec ce club qu'il fait ses débuts en première division portugaise. Il joue son premier match dans la compétition le 7 août 2022, face au CD Santa Clara, lors de la première journée de la saison 2022-2023. Il est titularisé et les deux équipes se neutralisent (0-0 score final). Lelo inscrit son premier but en première division portugaise le 3 octobre 2022, face au CS Marítimo. Titulaire, il délivre une passe décisive avant de marquer sur penalty (1-2 score final).

### En sélection
Leonardo Lelo joue son premier match avec l'équipe du Portugal espoirs, le 24 septembre 2022 contre la Géorgie. Il entre en jeu lors de ce match remporté par son équipe (4-1 score final).